# ゴーレムハーツ
『ゴーレムハーツ』は、大須賀玄による日本の漫画作品。『週刊少年ジャンプ』（集英社）にて、2017年48号から2018年12号まで連載された。2016年に『少年ジャンプ+』（同）で「GOLEN HEARTS」を発表し、『週刊少年ジャンプ』2017年8号でも同タイトルの読み切りを掲載。そのプロトタイプの読み切りを経て、連載が開始された。本作が大須賀の初連載作品となる。

## 登場人物
ノア
本作の主人公。レメクによって作られたゴーレムで、自分の意思を持っている。
レメク
いつも失敗ばかりしているが、偶然ノアを生み出した。ノアのことを子供のように思っている。
エイル・ホワイト
ノアの師匠。レメクとは同門で、ともに魔導学を学んだ仲。世界ランキング10位の実力者。

## 反響
本作は世界観やキャラクターが読者から好評であったため、完結の際には連載が早く終わったことに対して悲しみの声が上がっていた。

## 書誌情報
- 大須賀玄『ゴーレムハーツ』集英社〈ジャンプ・コミックス〉、全2巻
  1. 2018年2月2日発売[1][4]、ISBN 978-4-08-881338-7
  2. 2018年4月4日発売[5]、ISBN 978-4-08-881379-0